# Adelaide Neilson
Carte-de-visite de Adelaide Neilson
placa comemorativa
Lilian Adelaide Neilson (Leeds, 3 de março de 1848 — Bois de Boulogne, 15 de agosto de 1880), nascida Elizabeth Ann Brown, foi uma atriz de teatro inglesa.

## Primeiros anos
Neilson era filha de uma atriz pertencente a um grupo de teatro itinerante, Anne Brown, e nasceu, fora do casamento, em 35 St Peters Square Leeds, no West Riding of Yorkshire. Na infância, ela era conhecida como Elizabeth Anne Bland, pois sua mãe havia se casado posteriormente com um mecânico e decorador de casas chamado Samuel Bland. Ela cresceu em relativa pobreza, inicialmente em Skipton e depois em Guiseley, West Yorkshire (perto de Leeds). Frequentou uma escola dominical metodista wesleyana e depois trabalhou em um moinho em Guiseley e como babá.
Quando tinha cerca de 15 anos, Neilson deixou sua casa secretamente e foi para Londres. Logo após chegar a Londres, conseguiu emprego, devido à sua beleza, como membro do corpo de baile em um dos teatros e, dessa forma, iniciou sua carreira profissional. Mais tarde, foram publicadas várias histórias românticas sobre seu modo de vida naquela época.

## Casamento
Ela se casou com Philip Henry Lee, filho de um clérigo residente em Stoke Bruerne, Northamptonshire, em 30 de novembro de 1864, na igreja de Santa Maria, Newington, Surrey, usando o nome Lilian Adelaide Lizon. Ela tinha 16 ou 17 anos de idade na época de seu casamento. Em seu batismo adulto posterior na igreja de São Pedro, Leeds, em 30 de dezembro de 1866 (nascida em 3 de março de 1848), ela alegou se chamar Lilian Adelaide Lizon, filha do casal espanhol Pierre e Annie Lizon da St Peters Square, e a qualidade de Pierre foi descrita como cavalheiro.

## Carreira teatral

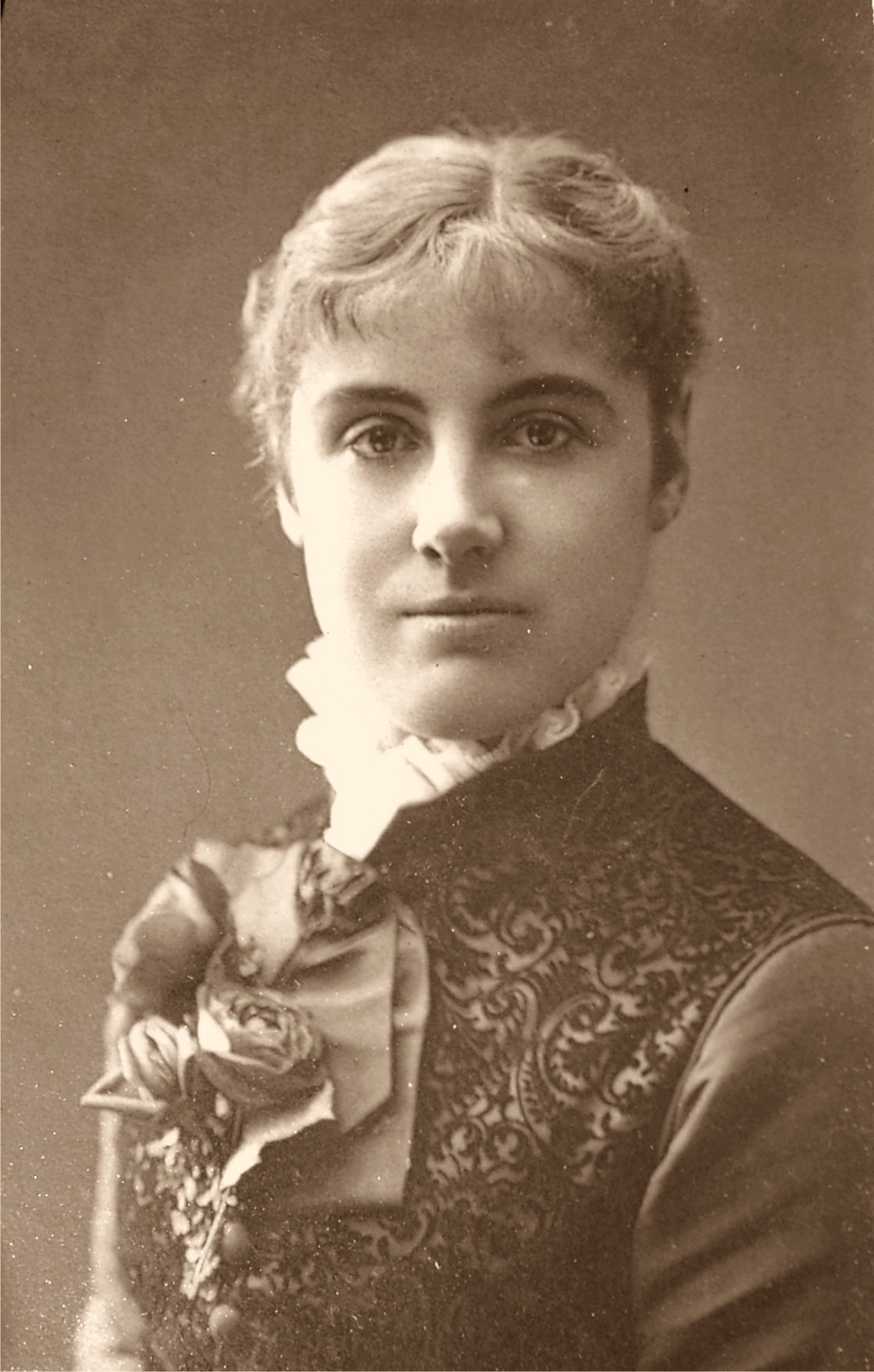
Adelaide Neilson

Na primavera de 1865, após ter recebido algumas instruções do veterano ator John Ryder, ela se apresentou no Theatre Royal (Margate, Kent), de Sarah Thorne, há muito tempo uma escola de treinamento para novatos, onde causou uma boa impressão. Em 1865, no Theatre Royal (Margate), atuou como Julia em The Hunchback (O Corcunda) de James Sheridan Knowles, personagem com o qual seu nome seria associado por muito tempo.

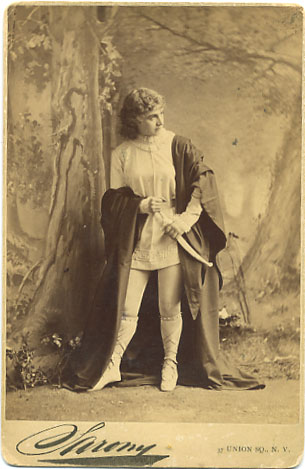
Imagem de Neilson criada por Napoleon Sarony

Nos anos seguintes, atuou em teatros londrinos e provincianos em vários papéis, incluindo Rosalind, Amy Robsart e Rebecca (em Ivanhoe), Beatrice, Viola e Isabella (em Medida por Medida). Em julho de 1865, foi apresentada no New Royalty Theatre, em Londres, no papel de Julieta. Seu feito não foi considerado extraordinário, mas atraiu alguma atenção favorável, e ela pôde continuar atuando. Fez parte de uma produção de The Huguenot Captain, de Watts Phillips, apresentada pelo Princess Theatre em 2 de julho de 1866. Neilson interpretou o papel da heroína Gabrielle de Savigny. Em novembro de 1866, recebeu críticas favoráveis por sua interpretação de Victorine, outra personagem de The Huguenot Captain. Dessa vez, a peça foi apresentada no Adelphi Theatre. Ela também interpretou Nelly Armroyd, em Lost in London. Phillips ficou satisfeito com sua atuação, assim como o crítico Joseph Knight e o dramaturgo John Westland Marston, e todos eles promoveram sua carreira.
Em 1868, ela se tornou uma estrela itinerante experimental, atuando em Rosalind, Pauline, de Bulwer, e Julia, de Knowles; mas não foi bem-sucedida no início e, nos três ou quatro anos seguintes, aceitou uma variedade de trabalhos, às vezes atuando em companhias metropolitanas e, às vezes, assumindo posições melhores. Um dos expedientes que ela adotou logo no início foi um recital dramático, realizado no St James's Hall, em Londres. Muito tempo depois, repetiu esse recital na América, com um efeito brilhante. Alguns dos papéis que ela interpretou, em vários teatros de Londres, foram: Lillian, em Life for Life de Dr Marston; Madame Vidal, em A Life Chase, de John Oxenford e Horace Wigan; e Mary Belton, em Uncle Dick's Darling. Em 1870, obteve um sucesso notável como Amy Robsart, um papel que lhe caía bem, em uma peça baseada no romance Kenilworth, de Walter Scott; e, em 1871, obteve a admiração da crítica como Rebecca, em uma peça baseada em Ivanhoe, de Walter Scott.

## Palcos americanos
Em 1872, sua popularidade era enorme e, após fazer uma bem-sucedida turnê pelas cidades britânicas e realizar uma série de apresentações de despedida em Londres, ela veio para os Estados Unidos, onde seu agente era Edwin F. De Nyse. Sua primeira apresentação nos Estados Unidos foi em 18 de novembro de 1872, no Booth's Theatre, em Nova Iorque, como Julieta.
Ela foi elogiada pelos críticos americanos, que repetiram a aclamação que ela havia recebido do público teatral de Londres. O crítico de teatro americano William Winter escreveu que: “Seu rosto era suficientemente assimétrico para ser cheio de personalidade [,...] o porte de seu corpo [...] como o de uma linda criança no fascínio inconsciente da infância [...] e, acima de tudo isso [...] tinha uma voz de música perfeita.”

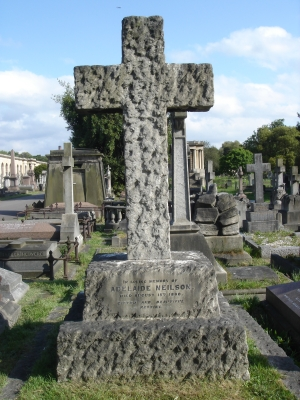
A sepultura no Cemitério de Brompton, Londres

Ela fez turnês americanas subsequentes ao longo da década de 1870. Interpretou Amy Robsart, heroína de Walter Scott, em maio de 1873 e conhecida por um belo trabalho encenado no Brooklyn, Nova Iorque. Sua despedida do Booth's Theatre ocorreu em 2 de maio de 1874. Neilson aceitou um compromisso no Lyceum no outono daquele ano. Atuou em Cymbeline, de William Shakespeare, no Fifth Avenue Theatre, em Nova Iorque, em 14 de maio de 1877. Não apenas obteve destaque nos palcos americanos, como também acumulou uma fortuna considerável. Os papéis que interpretou nos Estados Unidos incluíram Julieta, Rosalind, Viola, Beatrice, Imogen e Isabella, de Shakespeare, e Amy Robsart, Julia, Pauline e Lady Teazle, de outros autores.

## Vida pessoal
Em 1877 obteve o divórcio do marido e não se casou novamente. A história contada, algum tempo depois de seu casamento com Edward Compton, um ator inglês, provou ser falsa.

## Morte
Neilson atuou no palco por cerca de quinze anos. Morreu subitamente quando andava a cavalo no parque Bois de Boulogne, Paris, França em 15 de agosto de 1880, aos 32 anos. Uma autópsia subsequente declarou que a morte foi causada por perda de sangue devido a uma ruptura no ligamento largo próximo à trompa de Falópio esquerda. Está sepultada no Cemitério de Brompton, em Londres, onde uma cruz esculpida em mármore branco com a inscrição “Talentosa e Bela − Descansando” sinaliza o seu túmulo. Ela deixou um patrimônio de 25 mil libras esterlinas, que forneceu os fundos para uma instituição de caridade teatral chamada Adelaide Neilson Fund em sua homenagem.

## Leituras adicionais
- Marston, Our Recent Actors (Londres, 1890)
- Clement Scott, The Drama of Yesterday and To-Day (Londres, 1899)
- William Winter, in Other Days (Nova Iorque, 1908)
- William Winter, The Wallet of Time (volume i, Nova Iorque, 1913)
- Laura C Holloway, Adelaide Neilson A Souvenir (Nova Iorque 1885)